# Abdul Razak
Abdul Razak, född 11 november 1992 i Bouaké, är en ivoriansk fotbollsspelare. Razak har tidigare representerat till exempel AFC United, Manchester City och IFK Göteborg.

## Karriär
I februari 2018 värvades Razak av IK Sirius, där han skrev på ett treårskontrakt. I januari 2020 kom Razak och IK Sirius överens om att bryta kontraktet.
I februari 2020 värvades Razak av Örgryte IS, där han skrev på ett halvårskontrakt. I juni 2020 förlängde Razak sitt kontrakt med ett år. I juni 2021 lämnade Razak klubben i samband med att hans kontrakt gick ut.